# インドの郵便番号
インドの郵便番号（インドのゆうびんばんごう、Postal Index  Number、PIN）は、インディアポストが採用している6桁のコード。しばしば冗長にPINコード (PIN code) ともいい、さらに不正確に "Pin code"、"Pincode"、"PINcode"、"pincode" などと書かれることもある。

## 歴史
郵便番号は、1972年8月15日に、当時の連邦通信省で補充書記であったシュリラム・ビカジ・ヴェランカル (Shriram Bhikaji Velankar) によって導入された。このシステムは、手作業での郵便物の仕分けや配達を単純化し、不正確な住所の記載や、地名の類似、民衆が使用する多様な言語などによって引き起こされていた混乱を取り除くために導入された。

## 郵便番号の構造

郵便番号の例。

郵便番号の最初の1桁はゾーンを表し、2桁目はサブ・ゾーン、3桁目は1-2桁目とともに、ゾーン内の区分地域を表している。後半の3桁は、区分地域内の個々の郵便局に割り振られている。

### 郵便ゾーン
インドでは9つの郵便ゾーンがあり、そのうち8つは地方ごとのゾーンで、1つはインド陸軍に割り当てられたものである。郵便番号の最初の1桁は、以下のようなゾーンに割り振られている。
| 1桁目 | ゾーン | 州ないし直轄地 |
| ----- | ------ | --- |
| 1     | 北     | デリー、ハリヤーナー州、パンジャーブ州、ヒマーチャル・プラデーシュ州、ジャンムー・カシミール、ラダック、チャンディーガル                                                     |
| 2     | 北     | ウッタル・プラデーシュ州、ウッタラーカンド州 |
| 3     | 西     | ラージャスターン州、グジャラート州、ダマンおよびディーウ、ダードラーおよびナガル・ハヴェーリー                                                                               |
| 4     | 西     | マハーラーシュトラ州, ゴア州、マディヤ・プラデーシュ州、チャッティースガル州                                                                                                 |
| 5     | 南     | テランガーナ州, アーンドラ・プラデーシュ州、カルナータカ州 |
| 6     | 南     | タミル・ナードゥ州、ケーララ州、ポンディシェリ、ラクシャドウィープ |
| 7     | 東     | 西ベンガル州、オリッサ州、アルナーチャル・プラデーシュ州、ナガランド州、マニプル州、ミゾラム州、トリプラ州、メーガーラヤ州、アンダマン・ニコバル諸島、アッサム州、シッキム州 |
| 8     | 東     | ビハール州、ジャールカンド州 |
| 9     | APS    | 陸軍郵便局 (APS)、野戦郵便局 (FPO) |

### 区分地域

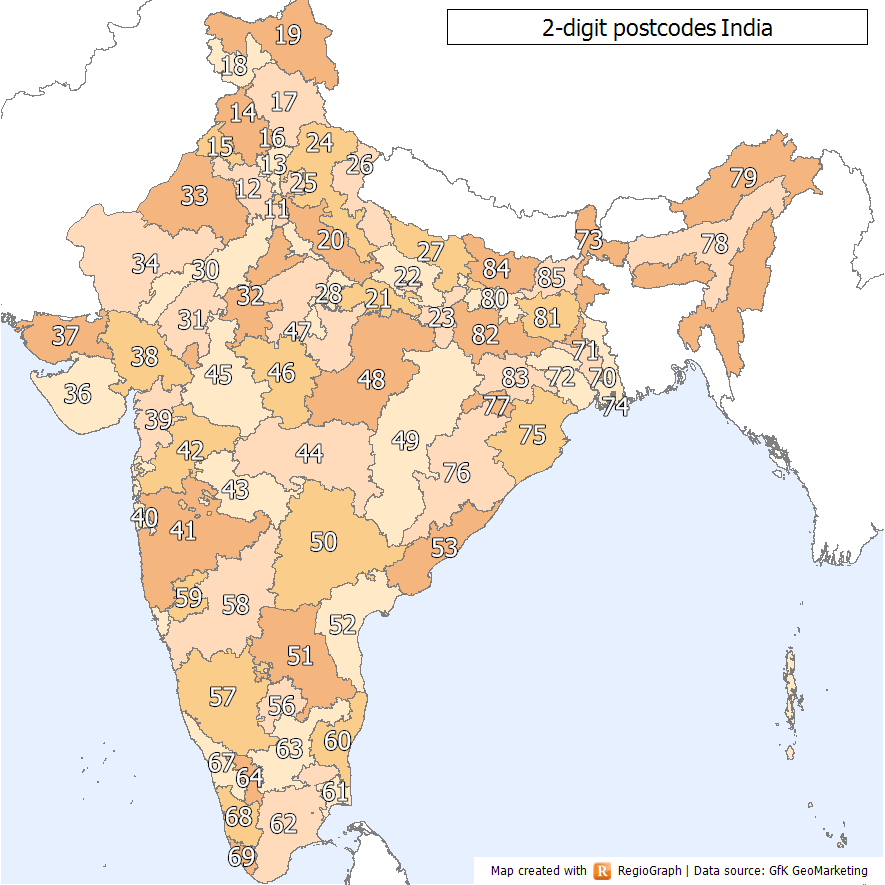
郵便番号の最初の2桁による区分。

郵便番号の3桁目は、1-2桁目とともに、特定の地理的地方を表現しており（陸軍に割り当てられた機能ゾーンを除く）、区分地域 (sorting district) と称されるこの単位には、大都市の主要な郵便局に本局機能が置かれ、区分局 (sorting office) と称される。各州には、取り扱う郵便物の量に応じて、ひとつ以上の区分地域が設定される。
| 郵便番号の先頭 | ISO 3166-2:IN | 地方                                         |
| -------------- | ------------- | -------------------------------------------- |
| 11             | DL            | デリー                                       |
| 12–13          | HR            | ハリヤーナー州                               |
| 14–15          | PB            | パンジャーブ州                               |
| 16             | CH            | チャンディーガル                             |
| 17             | HP            | ヒマーチャル・プラデーシュ州                 |
| 18–19          | JK, LA        | ジャンムー・カシミール、ラダック、           |
| 20–28          | UP, UT        | ウッタル・プラデーシュ州、ウッタラーカンド州 |
| 30–34          | RJ            | ラージャスターン州                           |
| 36–39          | GJ            | グジャラート州                               |
| 396210         | DD            | ダマンおよびディーウ                         |
| 396            | DN            | ダードラーおよびナガル・ハヴェーリー         |
| 40–44          | MH            | マハーラーシュトラ州                         |
| 403            | GA            | ゴア州                                       |
| 45–48          | MP            | マディヤ・プラデーシュ州                     |
| 49             | CT            | チャッティースガル州                         |
| 50             | TG            | テランガーナ州                               |
| 51–53          | AP            | アーンドラ・プラデーシュ州                   |
| 56–59          | KA            | カルナータカ州                               |
| 60–66          | TN            | タミル・ナードゥ州                           |
| 605            | PY            | ポンディシェリ                               |
| 67–69          | KL            | ケーララ州                                   |
| 682            | LD            | ラクシャドウィープ                           |
| 70–74          | WB            | 西ベンガル州                                 |
| 737            | SK            | シッキム州                                   |
| 744            | AN            | アンダマン・ニコバル諸島                     |
| 75–77          | OR            | オリッサ州                                   |
| 78             | AS            | アッサム州                                   |
| 790–792        | AR            | アルナーチャル・プラデーシュ州               |
| 793–794        | ML            | メーガーラヤ州                               |
| 795            | MN            | マニプル州                                   |
| 796            | MZ            | ミゾラム州                                   |
| 797–798        | NL            | ナガランド州                                 |
| 799            | TR            | トリプラ州                                   |
| 80–85          | BR, JH        | ビハール州、ジャールカンド州                 |
| 90–99          | APS           | 陸軍郵便局                                   |

### 配送ルート
4桁目は、区分地域の中で、各配送局が置かれているルートを表している。区分地域内の拠点地域の局では「0」が与えられる。

### 配送局

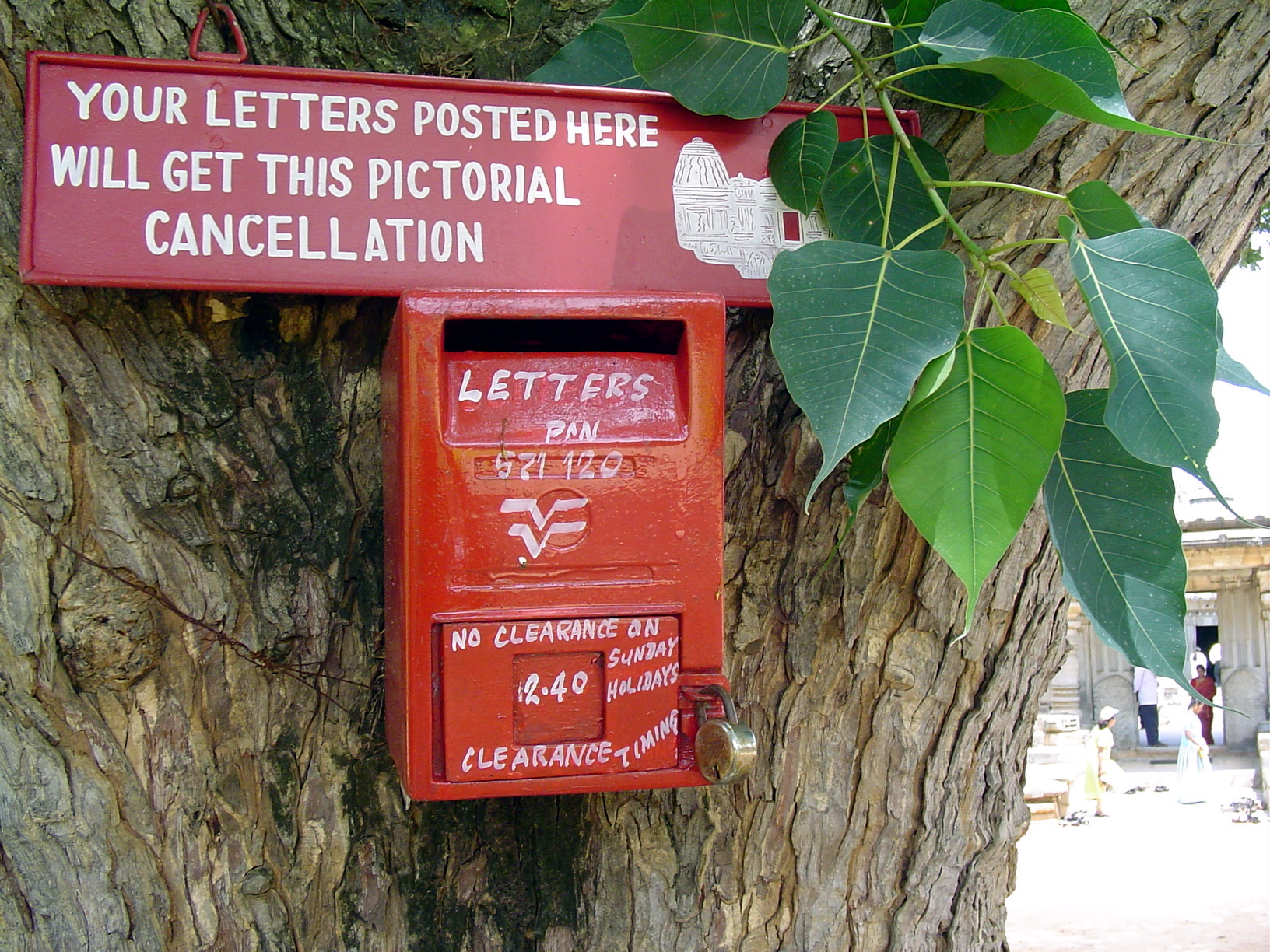
郵便番号が記載された郵便ポスト。

最後の2桁は、区分地域内における配送局を表しており、「01」は総合郵便局 (General Post Office, GPO) ないし本局 (head office,  HO) を示すことになる。配送局の番号は、開局順に与えられており、大きな数となっている局は比較的新しい配送局である。もし、ある配送局の取り扱い量が多すぎるようになれば、新たな配送局が設けられ、次に使用可能な郵便番号がそちらに割り振られることになる。このため、隣接する二つの配送局は、最初の4桁だけが共通していることが多い。

## 配送システム
郵便番号は、配送局である郵便局と一対一で対応しており、一つの配送局が、その管轄区域内の下位の局も動員しながら配達する郵便物には、全て同じコードが与えられている。配送局は、都市部に位置する総合郵便局 (GPO)、本局 (HO)、ないし副局 (sub-office, SO) である。
配送局からの郵便物は、仕分けられ、異なる郵便番号をもつ他の配送局へ送られるか、同じ郵便番号の範囲内の副局ないし支局へ送られる。支局 (branch office, BO) は、農村地域に置かれているが、利用可能な郵便サービスは限定的になっている。